# 伊朗文化启蒙运动
伊朗文化启蒙运动（波斯語：روشنگری ایرانی）指的是19世纪中至20世纪初，伊朗传统社会中，在第一代伊朗知识分子的主导下，涌现的大量新思潮，因此也称伊朗第一代知识分子运动（波斯語：نسل اول جنبش های روشنفکری در ایران‎）。在卡扎尔王朝治下，伊朗文化间交流繁荣的环境，为国内受教育阶层中形成新思想提供基础，伊朗在俄罗斯-波斯战争的最终失败激化了这一过程。这场失败也让卡扎尔统治阶层决心改变伊朗的落后面貌，促成了德黑兰工学馆的建立，这座伊朗的第一所现代化大学，首次将欧洲的启蒙思想带到伊朗，此亦是文化启蒙运动的先声。

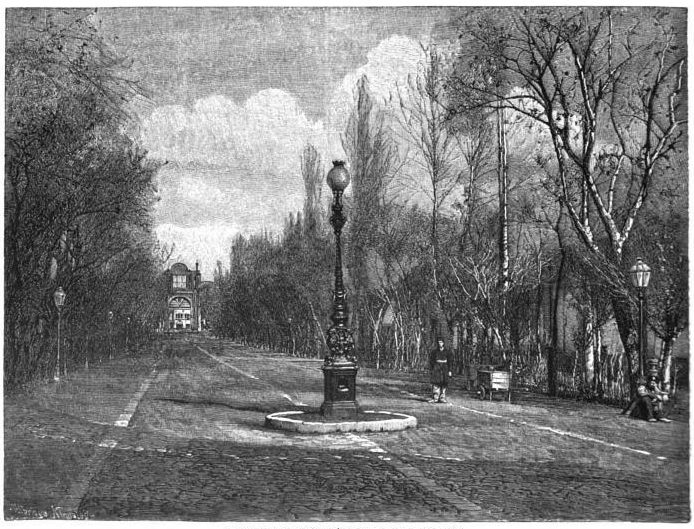
19世纪末，德黑兰皇宫前林荫道

在这段时期中，伊朗知识分子秘密结成社团，其中较著名的有米尔扎·马尔库姆汗以共济会的会所为蓝本的遗忘之屋会；受圣西门的自由人文主义与孔德的激进实证主义启发，并在波斯立宪革命中扮演重要角色的人性会；以及妇女参政论者反帝国主义社团穆达拉特·维但会等。这些社团通过散发传单和报纸来传播新思想，强调改革土地所有制与行政管理体系；削弱神职人员的社会地位并将统治者的权力置于法律框架之下。
世俗派思想家则将对抗本国的宗教传统作为己任。他们认为，监护下的什叶宗教，在宗教人士的严格管制与偏见下，造成了伊朗科学与思想上的倒退。
知识分子通过诗歌、小说、通俗故事与寓言，这些易于大众接受的形式作品的创作，来表达并传播自己的思想，助启蒙思想得以在伊朗全国范围内扩散，而这些活跃的第一代伊朗知识分子也跨越国境，影响了周边邻国如阿富汗的贾迈勒丁·阿富汗尼，以至阿拉伯世界国家，如埃及。

## 背景

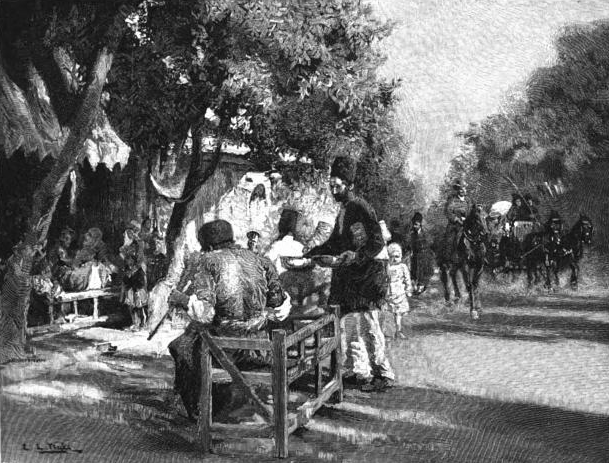
1893年，德黑兰使馆街

1826-1828年与俄罗斯帝国战争的失败与土库曼恰伊条约的签订标志两国数年的冲突告一段落，也使伊朗军事、科学技术与经济上的落后昭然于世。在此背景下，包括学生、文人与掌握法语的王公贵族在内的一众留学生于1843年开展了赴法的学习考察，其中不乏未来的思想大家如米尔扎·马尔库姆汗与塔里伯夫·塔比利兹。
引领这趟思潮的重要人物，以生于高加索汗国中舍基汗国的舍基、祖籍大不里士但长居于俄罗斯统治下的喬治亞的阿塞拜疆族伊朗人米尔扎·法塔利·阿洪多夫首当其冲，他以波斯语写就的著作在有极大的影响力，而其中《穆卡塔巴特》强烈抨击了卡扎尔时代的伊朗传统，被视为他最有力的反抗宣言。

### 经济
卡扎尔王朝的经济受萨非王朝崩溃后的动乱影响，由于两朝之交持续的叛乱，伊朗国内经济一直处于混乱状态。这个卡扎尔王朝接手的国家，经济长期以地税与农业为支柱。卡扎尔统治者寻求稳定经济，并在此基础上进一步发展扩张国内产业，将重心导向制造业、毛毯编织、国内贸易与有限的国际贸易以及畜牧业。在沙阿法特赫·阿里统治时期，伊朗国内行省分封频繁，同时俄波战争的失败导致北方高加索汗国的丧失，沙阿集权的弱化造成王公贵族割据一方的局面，导致经济模式转向封建经济。
在这种封建经济下，殖民实体如不列颠东印度公司的影响力不断扩大，最终造成纳赛尔丁沙阿在位期间，经济崩坏，民生凋敝。当时各地的长官每年能通过贪污收取100土曼，而一名普通工人作为比较每月只能得到1土曼的工资外加一条面包。领主或地主用他们的权势侵占了大量农田。亲王马苏德·米尔扎·策尔·索尔坦，竟通过下毒、雇佣刺客刺杀工商业者等方式攫取了他们的资产，从而占有侵吞了整个伊斯法罕及周边地区。
在这种惨状下难以维持生计的伊朗人，更无从谈起科学与进步。因此在卡扎尔王朝，尤其是自纳赛尔丁统治时期开始，伊朗的本土科技发展就经历了前所未有的停滞与倒退，改变势在必行。

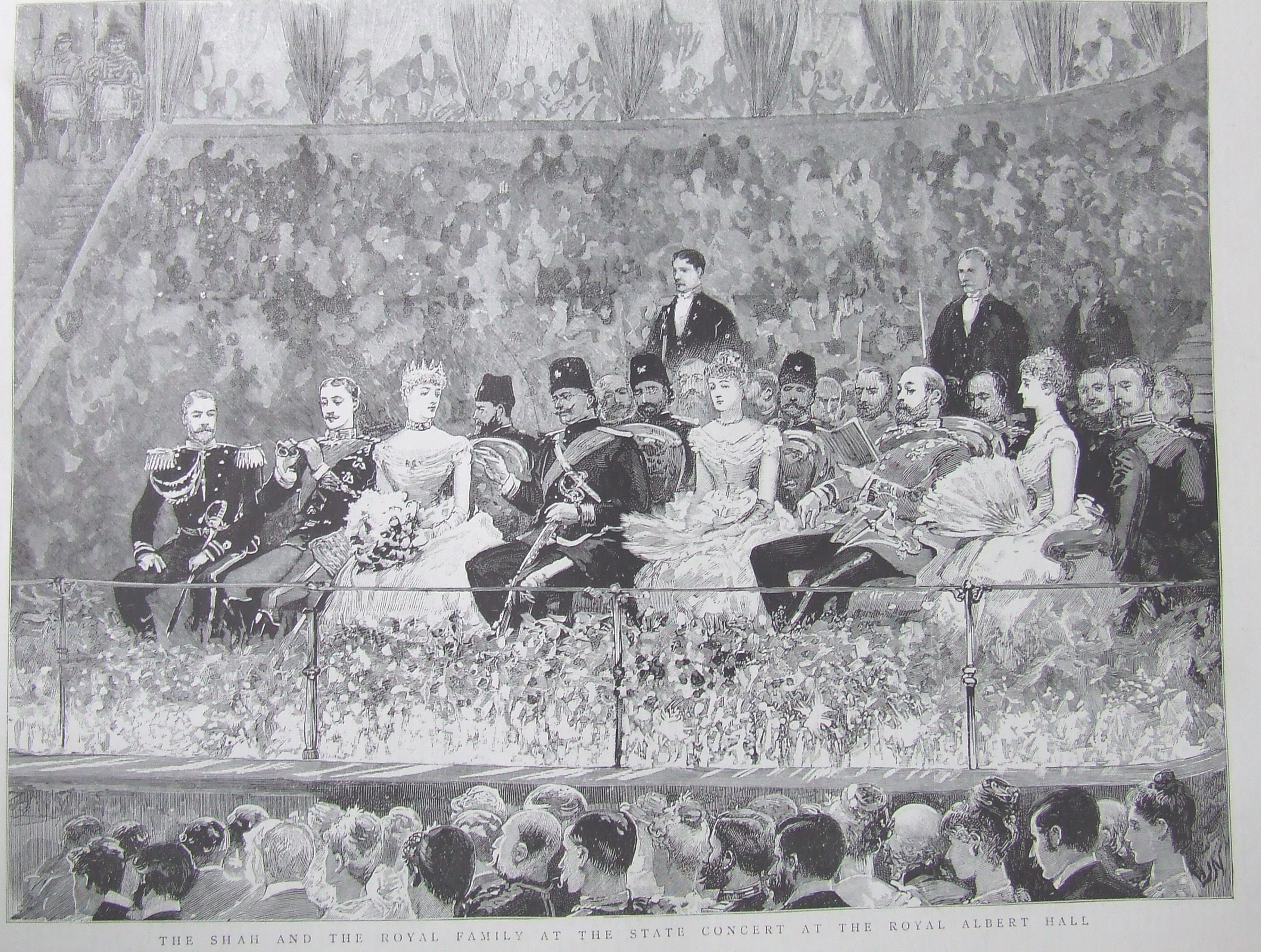
纳赛尔丁沙阿（一排左四）在他的欧洲之行中与英俄皇室成员同列席皇家阿爾伯特音樂廳

### 法国的影响
由于在当时的伊朗，要创立一个由知识分子主导的组织乃至社会未有先例可循，早期的知识分子就将目光投向了当时的法国。对于他们而言，法国在伊朗于伊朗的发展没有直接的干涉，而且是英国殖民者的主要竞争对手，因此法国就成为了求学、移居与借鉴的首选。从那时起直到礼萨·巴列维时代，掌握法语就成为伊朗人受教育程度高的标志，并且法语在事实上取代了阿拉伯语的特别语言教育地位，而那个时期几乎所有西方文学作品的波斯语译作，都是由法语翻译而来。
于是，伊朗知识分子们模仿法国文人的风尚，引进了开办沙龙等习惯。这些逐渐发展成了秘密社团。最初这些社团是在对西方科学有兴趣的一小群贵族家中举办的沙龙聚会，随后，越来越多的人士带着他们对政治的不同见解被吸引进来。1859年，伏尔泰的著作被首次译为波斯语，译者是32岁的贾拉尔丁·米尔扎·卡扎尔，一位自由派贵族。
贾拉尔丁在1843年前往法国学习，期间他接触了西方哲学，并立志要把伏尔泰的著作译为母语波斯语。在完成翻译后，他也向纳赛尔丁沙阿进献过一份翻译的手稿，而他的译著很快在知识分子间传播开来。翻译西方哲学著作也是伊朗文化启蒙运动勃兴的导因之一，伏尔泰的思想则在其中影响最为广泛。

### 文化启蒙发源的中心
克尔曼、戈尔甘、亚兹德与大不里士是伊朗文化启蒙运动时期的重要中心。因为诸多原因，这几座城市未受当时全国社会经济倒退的严重波及。克尔曼是前代桑德王朝末任沙阿盧圖夫·阿里汗最后负隅顽抗之地，而阿里汗在当地得到的支持，也因此触怒卡扎尔开国君主阿迦·穆罕默德汗，使克尔曼遭到他带领军队的严重掠劫与毁坏，这种仇视态度一直延续到他在位期间，直至去世。穆罕默德汗的继任者们尝试重建克尔曼，并通过委任长官治理、新建工程等平息当地历史遗留的民怨。在易卜拉欣汗·扎伊尔·奥-道莱及其前任穆罕默德·伊斯迈尔汗·努里等人的治理下，当地得到长足发展，成为了一座有着浓厚科学氛围的城市，诞生了旗手式的启蒙人物如米尔扎·阿卡汗·克尔马尼。
戈尔甘在此时期处于萨达尔·拉菲·扬萨里及其家族的治下。拉菲试图使戈尔甘成为一座现代化城市，这主要受它的家庭影响，他来自一个科学与艺术世家，且本人游历过圣彼得堡这样的欧洲大城市。他邀请欧洲的东方学家来到戈尔甘及周遭进行考古调察。1900年前后，当地首次开展了大规模的挖掘活动，在戈尔甘近郊的一座假山下发现了大量古代文物，专家相信这些文物的时期属于公元前3000年前后，与特佩-希萨尔遗址的发现有相似之处。在这次发现后，戈尔甘吸引了大量东方学家前来，并且西方的科学文化也随他们的到来而在当地传播。拉菲则抱着对本国古代历史的兴趣，希望将本国古老历史的价值重新引介到世界。
亚兹德是波斯祆教的中心，在当时拥有一座造币厂与一座图书馆。在祆教实业资本家凯霍斯罗、贾姆西迪与印度族的塔塔等人的投资下，该城发展迅速，甚至一度超越首都德黑兰。
大不里士作为与鄂圖曼和俄罗斯两大帝国的贸易枢纽而繁荣，在19世纪初是伊朗全国人口第二多的城市，根据东方学家瓦西里·弗拉基米洛维奇·巴托尔德的说法，共有24万人之多。立宪革命前夕，全国15%的出口与25%的进口都要经由大不里士，而大不里士商人则在俄罗斯、奥斯曼的往来间萌生了对现代化的诉求，而其中拥有较高的文化水平的一些人，则成为了参与问政与以现代法律体系为基础的政治体系建构的知识分子中的一员。大不里士因此形成了本地的立宪派与反君主制阵营，主要成员多是教师、神职人员与商人出身。大不里士与德黑兰间拥有两条电报干线，一条是伊朗国营电报，另一条则是西门子铺设的印欧电报线路中的伊朗境内段。因此大不里士人常常可以第一时间知晓首都与国外的新闻与发展状况。立宪革命爆发前，出现了大量阿塞拜疆族在内的伊朗人出走北部高加索的情况，这主要是受俄国1905年革命的影响所致。这都证明了地区内社会民主主义的广泛传播，最终形成支持立宪的核心组织如社会民主党和阿塞拜疆大不里士协会等。

## 卡比尔改革

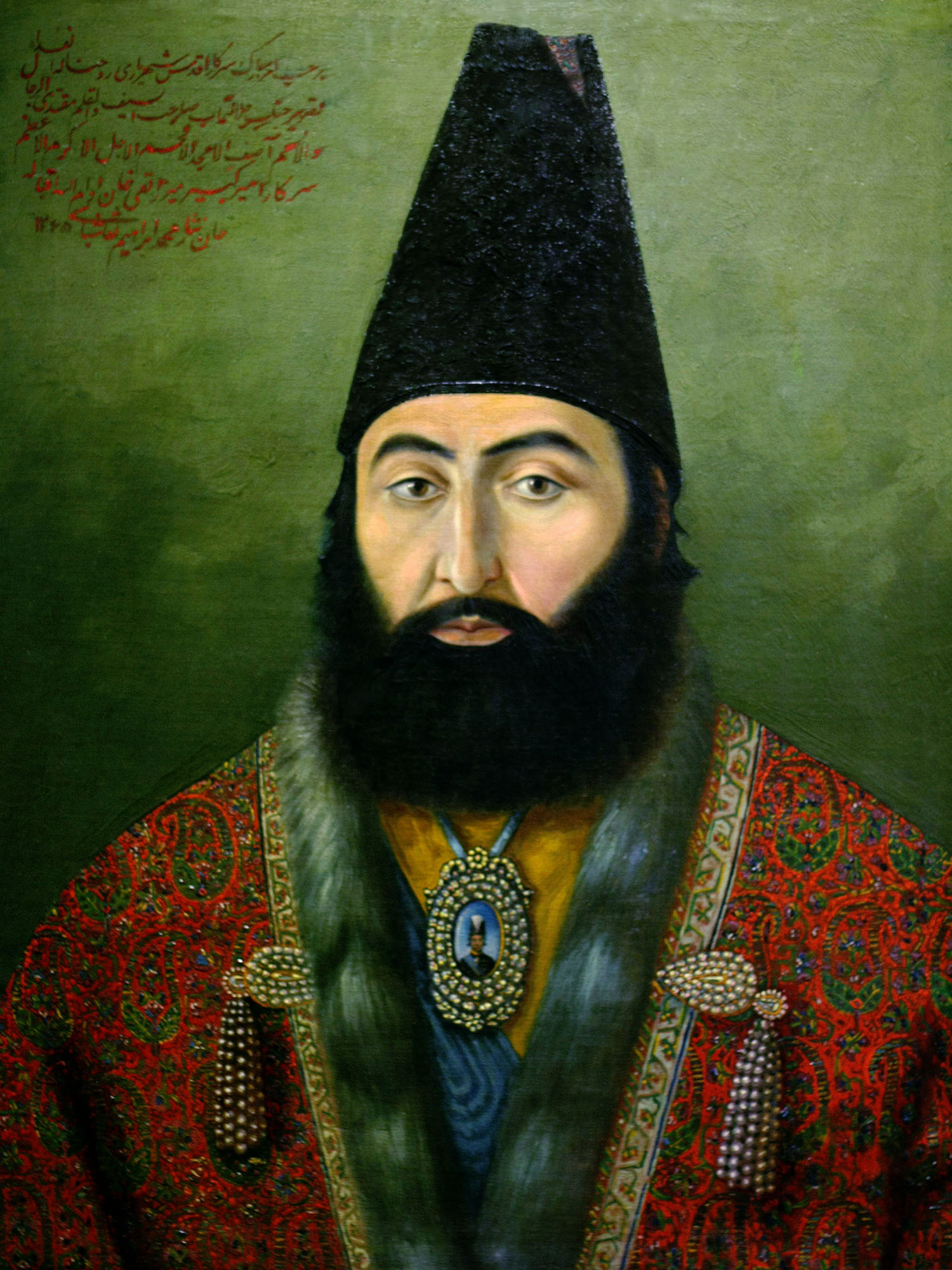
卡比尔像，他被誉为伊朗改革第一人

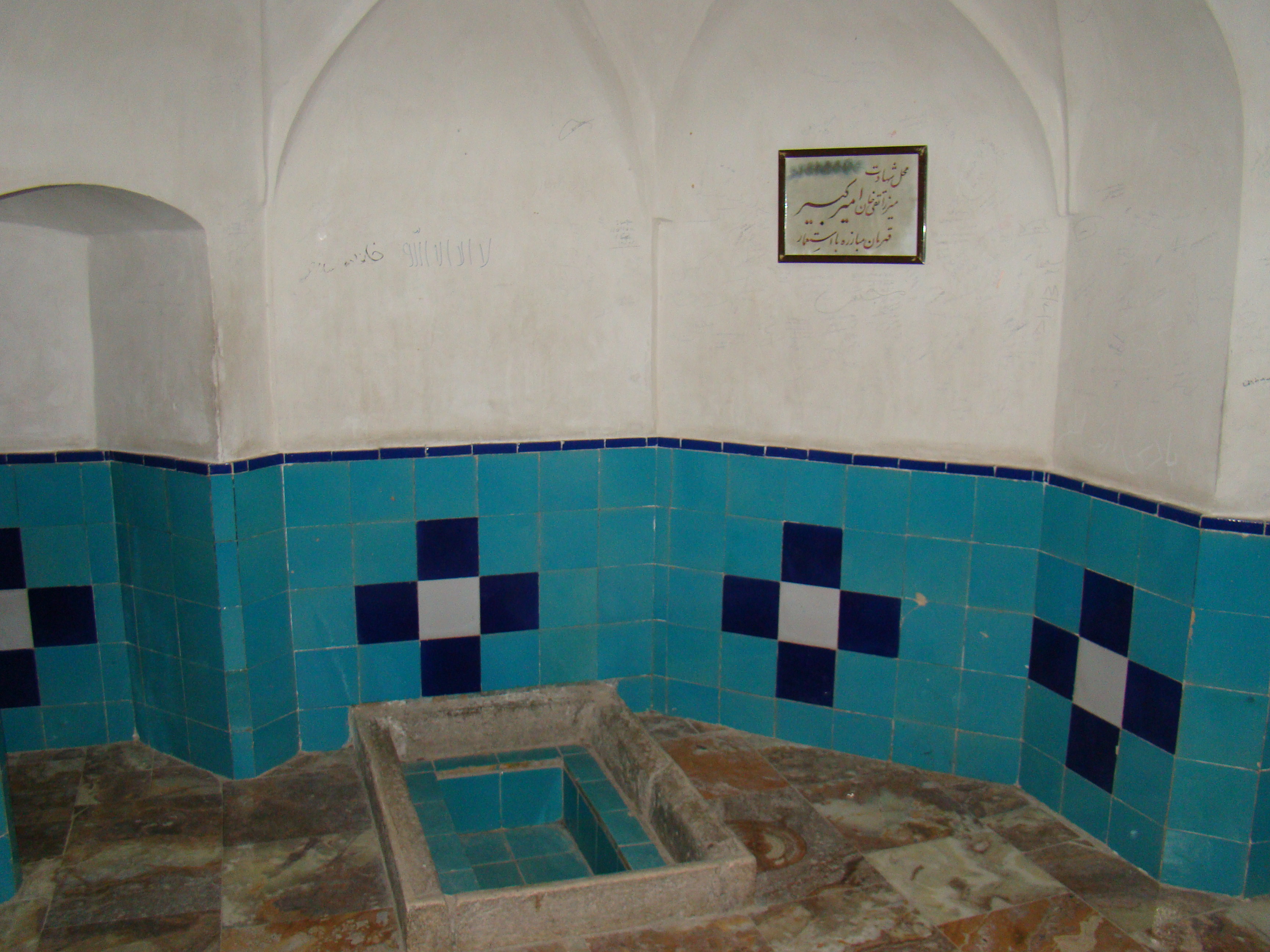
卡比尔遇刺处

阿米尔·卡比尔在1848年受纳赛尔丁沙阿任用为首任首相，他实施了一场雄心勃勃的改革计划，这项计划包括建立德黑兰工学馆、以个人名义开办报纸《V-E报》、宗教改革、废止酷刑以及广泛的社会改革。在他失势下台的两天后，德黑兰工学馆落成，这座以现代化为目标的大学聘请了多位欧洲教授前来讲学，其中包括来自奥地利的医学家雅各布·爱德华·波拉克、法国军人出身的音乐家阿尔弗雷德·让-巴斯蒂·雷马尔等人，他们的到来使这座大学成为了伊朗传播西方科技与文化的重要基地。时任波斯驻英国大使的马尔库姆汗，也从不列颠岛回国，到工学馆讲学。
卡比尔同时也为波斯语成为现代化的传播语言媒介做出了重要贡献。他开办的《V-E报》成为第一份刊载国际新闻的伊朗报纸，该报同时下设“事件与活动”版、“儿童与青少年”版、“翻译与外文文萃”版等几个版块。他倒台后，报纸的所有权转交他人，但直到停刊，该报都未曾受到任何当局的审查。
卡比尔改革的目标之一是对政府中广泛存在的贪腐进行打击整肃，他下令贵族和官员不得从公职机构收受高额的金钱、礼品或享有违常理的特权，并将沙阿的月供削减至每月两千土曼。他作为首相终止了前任哈吉·米尔扎·阿加西任上的腐败之风，重新编制了税法，使其适应当时的财政收入状况，并剥夺了不纳税者们的权利。
卡比尔任上也与烏理瑪们产生了诸多矛盾，他们批评开办工学馆有违传统，相反应该严格遵循教法，在古兰经学校中开展教育。作为厨师之子，卡比尔没有接受过教士监督下的传统教育，然而他依然对社会上教士的迂腐刻板、死守经文与滥权厌恶至极。当他着手限制教士权力时，一位教士公开顶撞了他的法规，并躲进聖所阿卜杜勒·阿齐姆沙阿圣陵寻求庇护，而他照样闯入其中，将其逮捕软禁。
卡比尔因其广泛得罪既得利益者的改革而在纳赛尔丁沙阿的宫廷中遭到排挤，反对他的人不乏沙阿的母亲、太后瑪利克·賈漢·卡儂这样的来自卡扎尔家族的实权者，以及出身自政治世家卡杰·努里家族、最终在卡比尔倒台后接棒的阿卡汗·努里等人。强大的反改革势力导致卡比尔在上台三年后遭到解职与流放，而同时反对改革的人中又有人进谗言指卡比尔密谋篡位，而卡比尔对沙阿一贯的态度也令沙阿心生疑窦。1852年1月10日，卡比尔于流放地卡尚菲恩花園的浴池中被刺杀。

## 前立宪时代的知识分子

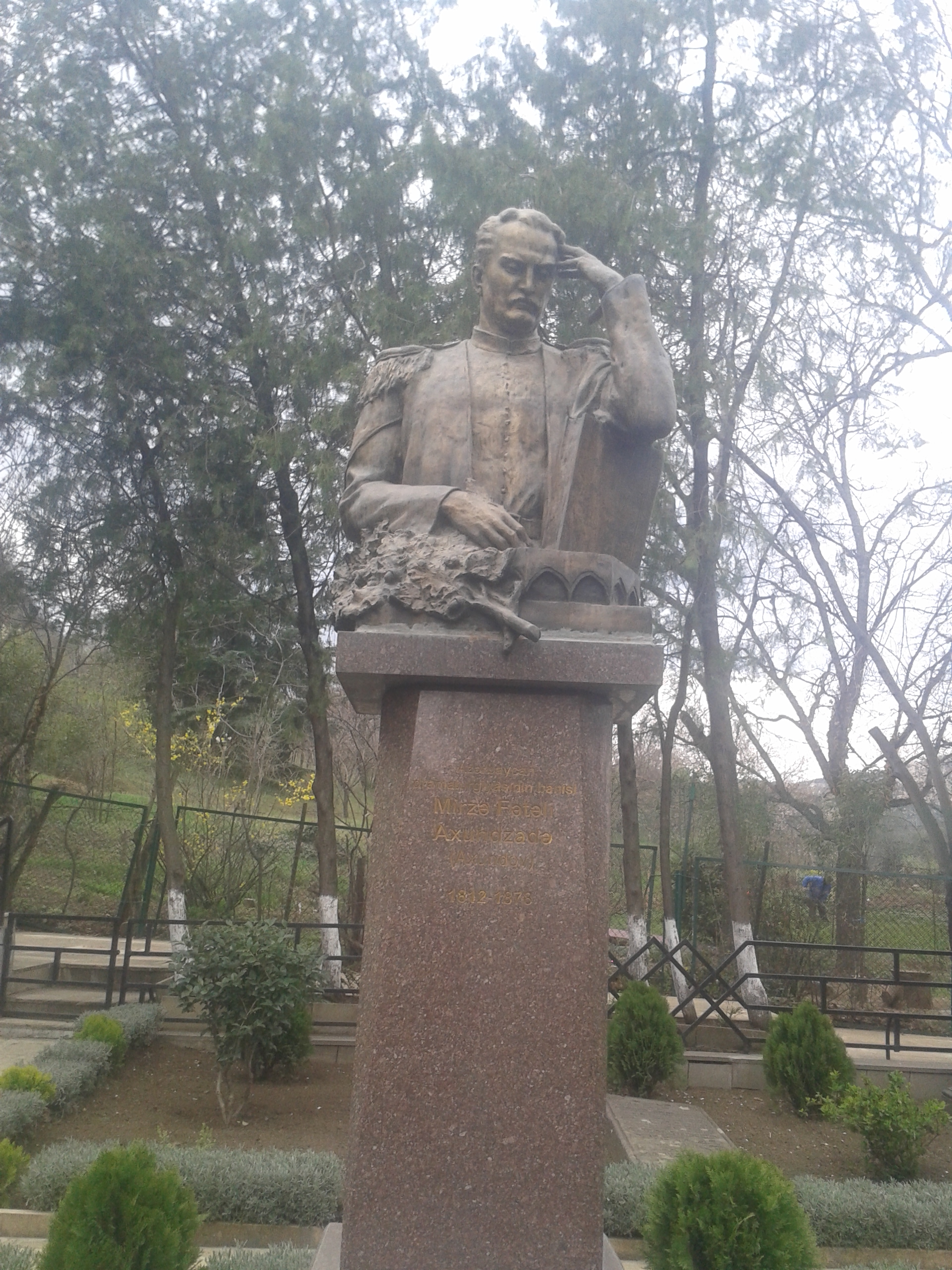
阿洪多夫墓，位于第比利斯格鲁吉亚国家植物园中的阿塞拜疆伟人墓

这段时期的知识分子的文化背景中，常常可以看到同时代最具影响力的三位作家、思想家的身影。他们分别是阿洪多夫、塔里伯夫与尤素福汗。他们写作的关于民族主义、世俗主义与立宪主义的著作影响巨大。
阿洪多夫是第一位系统地阐释伊朗民族主義的理论家。他提出了伊朗人仅作为“伊朗”国家的一部分忠于“伊朗”，而非作为伊朗-伊斯兰文化的一部分忠于此概念下之“伊朗”的设想。他在专著《穆卡塔巴特》中，阐述了他富有争议的自由主义理论，他认为：每个诞生于世的人应该享有完全的自由，而“完全”的自由则由两种自由构成，分别是精神自由，以及人身自由；在现实中，宗教神学将人的精神自由剥夺，在专制政权下，统治者为了自身的利益而将人的人身自由剥夺。他指出，西方书籍中蕴含并表露露着这一总的思想，同时，他也认为亚洲的人民已被剥夺了完全之自由，完全被剥夺了享有平等与天赋人权之赐，且无法认识到这种剥夺。
塔里伯夫在55岁，于阿洪多夫之后开始写作关于社会、宗教与民族主义的批评。他的前半生有大量时间在法国度过，这个被许多伊朗人作为政治、社会与经济生活榜样的国家，给予了他在西方文明观上的启发。他著作的主题也因此多聚焦于如何在吸收西方先进文明成果的同时，能够将殖民主义的影响拒之门外。他的作品《艾哈迈德之书》受让-雅克·卢梭的《爱弥儿》启发，在这部著作中他提出了两个改良社会的目标：第一，要将社会引向科学与新知；第二，要将对于社会的批判，尤其是对于下一代的批判性眼光制度化。与传统的教育制度相反，塔里伯夫在书中认为应鼓励让孩童在教育中学会提问与对话、交流，而不是在课堂甚至社会上禁止异议与批评，并应将平等对话作为对待孩童的唯一正常方式。塔里伯夫亦对民族主义这一概念展露出极大的兴趣，他以伊朗人的身份有先见地在民族主义的民族國家建构中发现了确立“自由”的土壤，并预见了民族主义不应建立在种族主义的狭隘基础上，而应以“了解每一个人的历史与过去”为前提。他也认为，每一位住在伊朗土地上的人，都是伊朗古老文化的传承者。
尤素福汗在第一代与第二代伊朗知识分子间，被视为伊朗“受压迫的自由主义者”之代表。他是生活于纳赛尔丁时代的自由主义先驱，《一个词》的作者。这本书写于1868年的巴黎，是首部以伊朗近代早期社会为背景的纪实文学作品。他也在该书中摘录了《法國憲法》和《人权宣言》的部分内容，并尝试在书中向教士们论证这些文件与《古兰经》的经文，在内容与精神上并不相违背。据尤素福本人说，写作这部书的主旨之一，是意在表明不论地位高低如国王或乞丐，其为人一律平等。由此可见这部作品中的世俗主义。
尤素福汗的思想不为纳赛尔丁沙阿所乐见，这也导致尤素福汗遭受了同时代伊朗其他自由主义者同样的命运。1891年，他在家中被逮捕，遭沙阿单独囚禁在加兹温的监狱中，与外界甚至其它囚犯完全隔离。饱经折磨后，他于1895年于狱中去世。

## 国内教育体系的发展

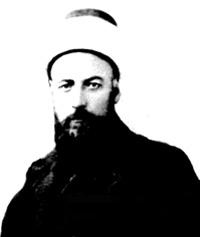
哈桑·罗许底埃（1851-1944）

新式学堂的建设与新教育理念的传播，是当时最为重要的文化发展成果，尽管面对着来自国内保守势力的反对，这种进步最终还是融入了伊朗社会。
哈桑·罗许底埃是伊朗现代教育的重要奠基人之一，他将现代教育理论在新式学堂的教学中投入应用，他创新了字母表的读法、写作儿童文学作品，并介绍新知。在开明贵族法罗克汗等人的支持下，罗许底埃推进新式教育的普及，使国内教育体系能够跟上与适应时代的变化。
罗许底埃在大不里士开办了八所学校，其中前七所都被教士毁坏。但在法罗克汗支持下建起的第八所学校却最终得以留存。罗许底埃对伊朗教育的贡献还在于，在他之前只有贵族与官员家庭出身者能得到学堂的准入，一般民众则无法在学堂接受教育，只能接受古兰经学校中严格古板的宗教教育，而他创办的学校，使一般民众也有机会接受更加注重人的发展的世俗教育
。

## 立宪与文化启蒙的拓展

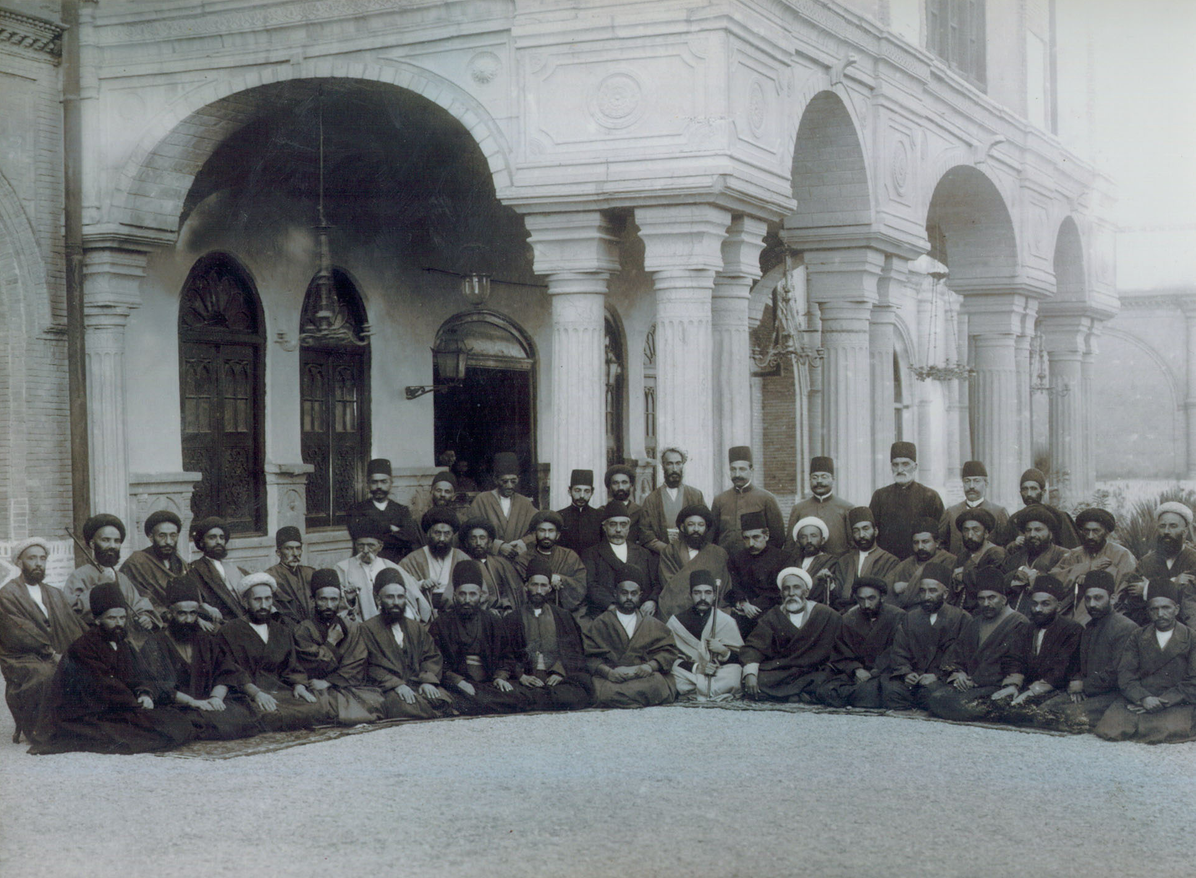
第一届马吉里斯代表合照

立宪运动兴起于穆扎法爾丁沙阿在位期间，来自不同社会阶层的人参与其中，包括商人、教士、农民、官员等。波斯立宪革命后，穆扎法尔丁沙阿签署1906年憲法，相对的言论与表达的自由便随条文的成立确立了下来。这段时期，国家举行议会选举，选举产生的第一届马吉里斯（议会）开始行使职能，报纸与新闻出版受到更少的审查，而也鲜有人会再像数年前一样因言获罪乃至受刑。立宪运动动摇了传统的伊朗国家体系，使对现代化的诉求由理论化为政治实践。
马吉里斯的首次召开，不仅对伊朗的政治进程有着重大意义，这也是中东首次出现了一个将权力的执行下放至由不同社会阶层人士代表组成的民意机关，并实现首部世俗宪法制定的国家。
立法机构的设立与宪法的应用标志着反对王权的立宪运动初步胜利，但随之而来的是新一轮围绕保守传统与现代性之辨的争论。

### 波斯式政党政治的尝试及其局限性
议会成立后，各式新知与思想以前所未有的程度在知识分子间传播，这在纳赛尔丁时代绝无可能。时代背景下的议会充斥着民族主义及现代主义色彩。同期爆发的1905年俄国革命，也使北方的南高加索地区成为了政治思想传入的前哨。1904年末，俄国社会民主工党在巴库的支部成立奋进党，吸纳当地的穆斯林工人，同一时期，社会民主党亦成立于巴库。1909年，以社会民主党组织为基础的波斯民主党成立，这个中产阶级知识分子主导的政党断绝了与巴库的联系，从名称中淡化了革命色彩，成为官方认证的政党组织。同年第二届马吉里斯召开并进行选举，民主党与以保守立宪派和较开明教士为成员主体的温和社会主义党，并列为议会的两大政党。

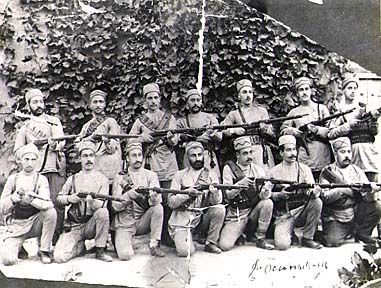
1909年大不里士围城期间，抵抗沙阿的立宪军合照

1904-1905年成立的社会民主党是伊朗第一个现代意义上的政党组织，成员为数不多，亚美尼亚裔如对阿里·阿斯加爾汗的成功谋杀。在穆罕默德·阿里沙阿攻击宪法、解散议会期间，社会民主党人在北部的吉兰和阿塞拜疆号召农民和手工业者反抗专制君主，并在大不里士组织了，最终演化为持续近1年的1908年大不里士围城事件的抗议活动。此外，社民党也是首个提出自身在政治、社会、经济方面的路线图与日程表，并详细解释自身在行为准则指导下的组织形式的政党。与竞争对手政党温和社会主义党不同，社民党人认为应效仿西方政府的风格对伊朗进行大刀阔斧的彻底改革。
塔齐扎德常以他激情的演讲与政治见解，被与法国大革命时期的乔治·雅克·丹东相类比。他作为少有的参政文人，在立宪革命时期于政治斗争之外，还参与了关于新政治思想与建立西式政府架构之必要性的讨论。对他在卡扎尔时期的政治观点与实践的评价不一，他赞颂西方在各个领域取得的科学进步，同时也认为应选择无条件的倒向西方文明之路作为克服伊朗落后的解药。

### 女性的觉醒

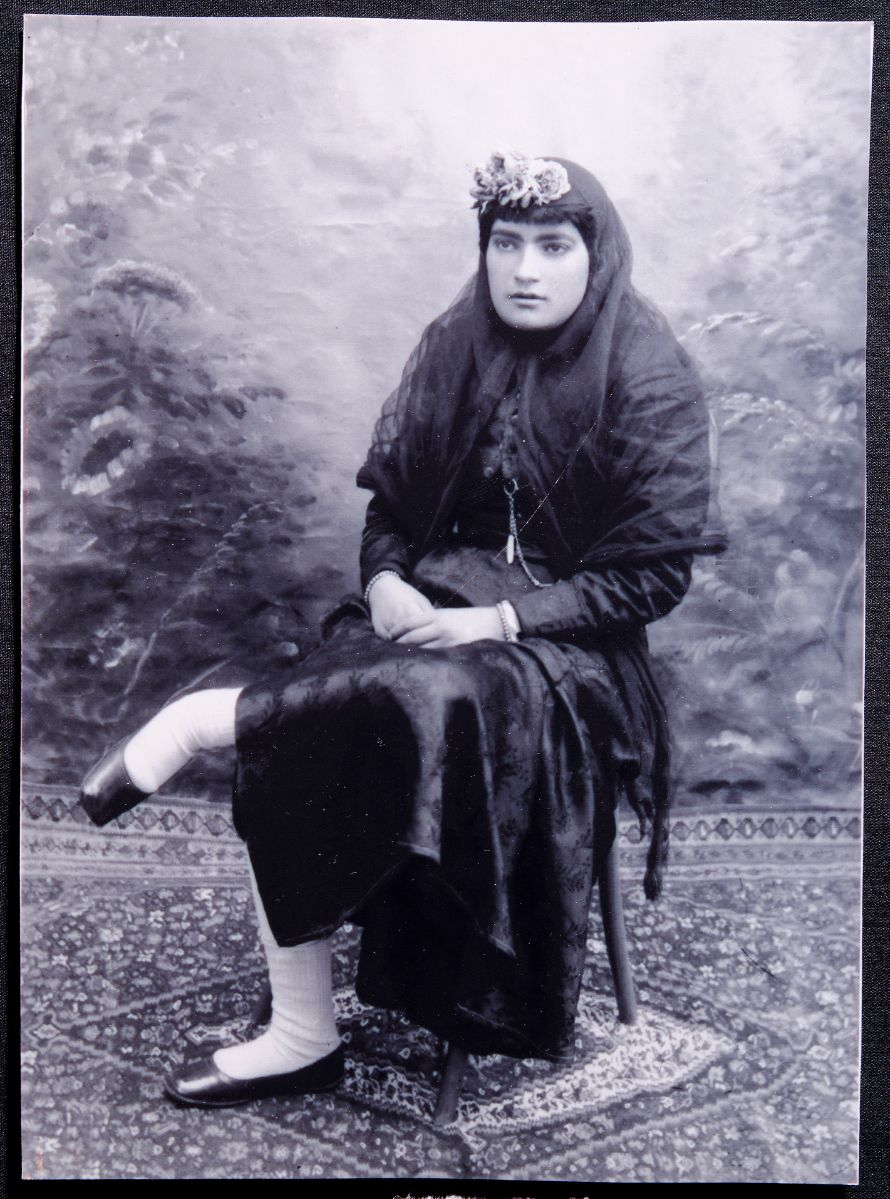
玛莉亚姆·阿米德（1882-1919），伊朗首位女性新闻工作者

伊朗妇女长久以来的许多基本权利都因各种因素的影响而被剥夺。但在立宪革命时期，成立了许多地下与公开的妇女组织，这些组织的目标多是为妇女在社会上争取更多自由与平等权。同时，许多立宪派知识分子，比如米尔扎底·埃什基、穆罕默德-塔吉·巴哈尔与伊拉吉·米尔扎等人，也加入了声援妇女争取权利的行列，尤其是对妇女获取教育的支持和反对妇女佩戴头巾。
当时，妇女被禁止阅读与书写，而女性从事学习与研究更被认为是一种罪。玛莉亚姆·阿米德于1910年创办了伊朗第一份妇女杂志《绽放》，这份出版物的宗旨，是让妇女群体获取文学、科学、家务、幼教保育等领域的小知识，并寄望能以此给予此前不断被荒废的妇女们鼓舞。后来，杂志逐渐转向对压迫女性的传统与社会现状的尖锐批评，指出当时伊朗存在的童婚问题、甚至是外国势力对国内的过度干预与呼吁争取民族独立自决等等。在第三届议会选举，作为杂志总编辑的玛莉亚姆首次引入了女性候选人。她还创办了一所女子学校和一个妇女权益组织，并致力于消除迷信陋俗和抵制洋货输入等活动。

### 诗人与社会、政治的发展

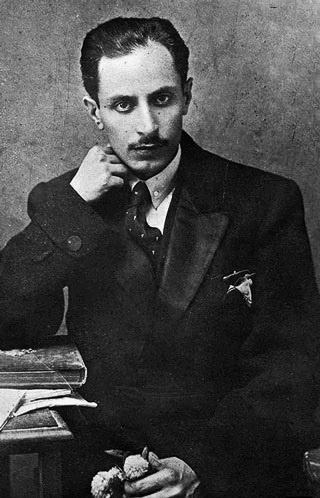
米尔扎底·埃什基（1893-1924）

立宪运动造成的另一个重要影响，就是出身社会中下层知识分子的涌现。当中不乏亚兹德的法罗齐·亚兹迪、加兹温的阿雷夫·加兹维尼，以及米尔扎底·埃什基等诗人，他们通过诗歌创作，猛烈地批判了当时广泛存在的对人民的压迫与英俄在伊朗的殖民主义。而在上层阶级中，也出现了以伊拉吉·米尔扎为代表的自由派知识分子，通过在报纸上撰写作品，来抒发自己对社会问题的见解。立宪运动时期的文化环境下，诗人被激励去在诗歌创作中，探索新的修辞、诗体、用词、题材与内容，时下的政治话题则成为了诗歌创作的焦点；而传统诗歌中隐晦委婉的表达与复杂的意象运用，也为不加修饰而直接的话语所取代，即使在含蓄如抒情诗中亦是如此，往往将批判的矛头指向社会议题，与其背后的那些旧秩序的拥护者。
他们愤怒于富人与贵族通过贪污、压榨与剥削，中饱私囊、扩大权力。1908年，19岁的法罗齐·亚兹迪在波斯历新年的庆祝活动上，当众背诵了一首要求终结穆罕默德·阿里沙阿不公统治的诗作。在场的官员大受震惊，使亚兹德王公加什加伊（Zeygham al-Dawla Qashqa'i）颜面尽失。法罗齐被施以将嘴用针线缝合的刑罚，并被投入监牢，据说是加什加伊亲自下令。他在此后继续从事直言不讳的批评写作，反对英波協定、自办报纸，并撰写社论攻击礼萨汗的统治政策。他在1939年遭巴列维当局逮捕，同年死于德黑兰卡斯尔监狱。官方文件将他的死因列为疟疾与腎炎，但广泛认为他是受狱医艾哈迈德·阿马迪向静脉注射空气折磨致死。
阿雷夫·加兹维尼“为人民而创作”，他是立宪革命的坚定支持者，精于谱写塔斯尼夫的诗人与音乐家。年轻时，他因不愿随父亲意愿成为经文讼师而与家庭产生矛盾。1898年，他离开家乡加兹温前往德黑兰，凭他的嗓音，获穆扎法尔丁沙阿录用为宫廷仆人，但他发现自己无法忍受这份工作的摧眉折腰，最终获准辞职离开。然而这使他失去了稳定的收入来源，婚姻上的挫折更令他一度酗酒、挥霍，自暴自弃；雪上加霜的是，他又因出言不逊被开除伊斯兰教教籍。他在沉郁消极中度过了晚年，支氣管疾病让聊以慰藉的歌声也离他而去，他也变得更加多疑、暴躁、歇斯底里，最终，他在哈马丹的孤独与贫困中，于1934年离世。生活上的挫折化为了他投身政治与创作的动力，他的作品在传达政治观点的同时又极富感情，易使人产生共鸣。
一战期间的1916年，阿雷夫与几名激进派同行者一同前往伊斯坦布尔。1921年，回国的阿雷夫加入了佩斯扬上校在呼罗珊成立的亲德政权呼罗珊自治政府。身为当地宪兵长官、鐵十字勳章获得者的佩斯扬上校，曾在1915年与其他爱国将领自德黑兰前往战况激烈的西部省份，成立独立于英俄土势力的自治政府，然而这场民族主义运动最终仍因不敌强大的外国军队而被瓦解，随后英军支持的部落武装开到設拉子，令他一度意欲自尽。他后来选择前往柏林进修军事教育，并获颁铁十字勋章。1920年，他获委担任呼罗珊宪兵指挥官。翌年2月，波斯哥薩克旅军官礼萨汗发动政变，成为国家的实际掌权者。同年4月，佩斯扬上校率部200余人，驱逐呼罗珊省长艾哈邁德·蓋瓦姆，成立呼罗珊自治政府。然而，被押送至德黑兰的盖瓦姆反被任命为总理，在礼萨汗的首肯下，他派兵前去镇压呼罗珊的叛乱。10月，势单力薄、没有稳固根基的起义很快被镇压，为首的佩斯扬上校被斩首，时年28岁。
阿雷夫写了数首悼念佩斯扬上校的诗歌，包括他的一首塔斯尼夫名作。他同时也支持礼萨汗在称沙阿前废除君主制、建立共和国的主张。他曾抄写并研习过萨迪·设拉兹与哈菲兹的诗作。除了创作格韵诗词，他还写有一些通俗诗歌，同样蕴含着鲜明的主题与情感的迸发。他写诗反映时代的政治潮流，也为热情高涨的民众而讴歌，使他得到“平民诗人”的称号。《囚鸟的呢喃》（波斯語：- ناله مرغ اسیر）是他的一部重要诗作，他用诗歌语言激励人民为实现自由奋斗到底。在诗的首六节中，他描绘了一只向同伴号召为自由而挣扎的笼中之鸟；随后，作者表露出伊朗应自立自决，而非倚靠外国势力的决定实现发展，同时伊朗人也应为保卫与拯救祖国做出牺牲的思想；在诗的末尾，他指名沙阿，这位全伊朗最有影响力之人，实为人民之敌。他也在诗中化用了“风”，这个波斯古典诗歌中的常用意象，象征着自由与传递自由之希望。在诗中，风无一例外地吹拂过每一个人，这被解读为意在表明在拯救国家于水火的过程中，人人均不可或缺。阿雷夫在诗歌与音乐上的造诣为他收获了大量声名，但他从未将其归功于自己的才能，他认为这是时代的精神与他的诗恰能产生共同的作用所造就。
米尔扎底·埃什基，原名赛义德·穆罕默德-礼萨·库尔德斯塔尼（Sayed Mohammad Reza Kordestani）是伊朗重要的自由派诗人、作家、新闻工作者与剧作家，早年他先后在家乡哈马丹的一所西式学校与犹太统一联盟设立的学校学习，并在此期间学会法语，但最终可能因家庭经济紧张，而未能完成学业。后来，他以求学德黑兰为名离开家乡，在伊斯法罕等各地徘徊。1915年他返回哈马丹，创办了一份杂志，然而可能从未正式出版。埃什基在这段时期结识了阿雷夫·加兹维尼在内的其他波斯知识分子，他们正酝酿向西前往伊斯坦布尔的计划。目睹了一战期间俄军的铁蹄踏入家乡，哈马丹不断恶化的形势也使他开始筹备远行；同时他对青年土耳其党人革命的兴趣或是其它的个人因素，也促成了他的成行。前往伊斯坦布尔的途中，行经泰西封时，在塔克基思拉宫遗址的一次参观为他带来了灵感。在伊斯坦布尔期间，他参加了一所大学的哲学社科课程，而经济并不宽裕的他往往需要在塔克西姆盖齐公园的长椅上露宿。他还曾随几名德军民兵，前往波斯庫爾德斯坦游历。
埃什基在伊斯坦布尔创作了轻歌剧《国君的复生》（Rastakhiz Salatin Iran Opera）。埃什基以折衷主義融合西方歌剧与波斯传统戏剧与音乐，吸取西方歌剧在戏剧性上的优势、波斯戏剧在叙事上的特色，并融入了土耳其与高加索风格。剧中，琐罗亚斯德、居鲁士、大流士等一众波斯前伊斯兰时期的历史-神话人物的出场，在营造史诗氛围的同时以此戏剧化的手法表达了强烈的爱国主义感情。而作者本人也在剧中，作为一位旅行者，也是唯一被赋予现实人格的角色而出现。剧中利用了伊朗国歌的旋律，并在一个段落中出现了1908年在巴库首演、于澤爾·哈策貝育夫与杰亨·哈策贝育夫兄弟谱写的歌剧莱拉和玛吉努中的一段旋律，这出剧目在海外的波斯侨民间大获成功。他也创作了浪漫主义诗歌如《玛莉亚姆的三幅肖像》（波斯語：سه تابلو مریم）等。
埃什基在伊斯坦布尔生活了两年，期间思想转向激进。自伊斯坦布尔回国后，他在哈马丹与家人共度了一段时光，之后开始在报纸上尖锐地批评伊朗国内的政治体系。他发表了题为《二十世纪》的文章，在其中他反复预言自己将不久于人世。1924年8月24日，埃什基在德黑兰的住宅中，被闯入的两名身份不明的枪手杀害，年仅30岁。埃什基在打破波斯传统诗歌总体形式限制上，进行了自我的独特尝试，他试图将诗歌的重心，放在以平实的语言表达情感的呈现之上，这被诗人尼玛·尤希吉所继承与扩展，成为后世伊朗现代派诗歌的重要特点。埃什基也是伊朗妇女权利的坚定捍卫者，他批评伊朗国内妇女得不到尊重的状况，并指出强制女性佩戴头巾实是遗留的陈旧陋习。
伊拉吉·米尔扎受过良好教育，但由于政见与舆论及多数政客相左，因此并未积极投身政治活动，而是偶尔作诗，或专心于公务员与新闻工作者的职业。但在立宪运动时期，他开始在诗作中表露对运动平民的支持，这也是他的主要创作时期。虽出身贵族，他并未避讳对穆罕默德·阿里沙阿与其继任者艾哈迈德沙阿的批评。尽管他是立宪革命的积极支持者，但在怀有爱国主义、民族主义与民主意识的同时，他的立场也偏于保守。在文学领域，他被认为是伊朗白话诗的先驱，善用口语化、无拘束，却不失节奏与格韵的语言在诗歌中进行诙谐的讽刺，尤其是针对当时存在的社会问题。他的重要作品还包括数首赞颂母性的诗作，受到了评论家的高度评价，令他收获了“母亲诗人”的美名。他也以当时流行的体裁叙事双韵体，写有一部改编自莎士比亚叙事诗《维纳斯与阿多尼斯》的爱情故事题材诗歌《佐蕾与马努切尔的故事》（Daastan-e Zohreh o Manouchehr，佐蕾与马努切尔分别是维纳斯与阿多尼斯的波斯化名字），参考了洛特夫-阿里·舒拉特加尔（Loṭf-ʿAli Ṣuratgar）所不充分翻译的译文。米尔扎及他诗歌的语言风格，与其对古典诗歌的创新，对后世有着极强大的影响力，是为伊朗新式诗歌之先河。

## 启蒙之父马尔库姆汗
马尔库姆汗以他提出的思想被誉为“伊朗启蒙之父”，立宪分子继承其精神之衣钵，成为立宪运动的重要理论指导。阿洪多夫在1863年曾与马尔库姆汗有过书信往来，他抄录了马尔库姆汗的部分信件，其思想在其中可见一斑，以下是节录段落的大致译文：

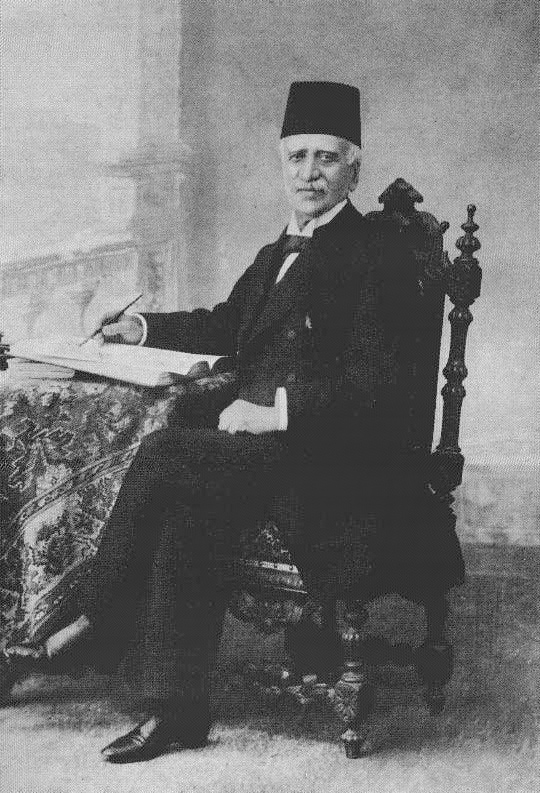
马尔库姆汗（1834-1908）

我们已处在一个崭新世纪的开端，伏尔泰、卢梭、孟德斯鸠、米拉波，以及其他人，他们早已明白，向那些压迫者费口舌最终都只会是徒劳无功；但对那些受到压迫的人，我们应该对他们说：“傻瓜们！与那些骑在你们头上的人相比，你们的力气更大、人数更多，财富加起来也要胜过那些家伙，那为什么，还要对这残暴的凌驾忍气吞声？”当被压迫者学会了用如此之理性看待现实，就不会再留给压迫者继续胡作非为的余地。他们会为了自身的健全而制定法律，然后让每一个人都加入到这法律的施行中来，如此以来对下层人民的压迫将不复存在。
马尔库姆汗受卢梭的激进启蒙思想影响，他认同卢梭提出的，要创建一个真正有价值的社会，应该重视人的唤醒，而人则应被赋予自主性与自由。但他很快发现，若要在伊朗完全照搬实践卢梭思想绝无可能，因此，他转而开始寻找更加可行的，使社会向现代化转型的方法。
官僚机构、编制稅法、建立民意机关、建立法治、实现科技进步、新闻自由、军队改革，马尔库姆汗尝试在讨论与寻求实现这些议题的同时，提出一条可行的政治路线。马尔库姆汗的现代化理论，建立在限制伊朗已延续数个甚至数十个世纪的绝对君权之上，然而，若没有得到来自各阶层，包括势力强大的王公贵族、教士在内的有力支持，此一目的几乎无法实现。鉴于此，马尔库姆汗在《甘文报》第二号上指出，需要建立联合教士与知识分子的统一战线，才能实现对君主制支配的冲破。
马尔库姆汗致力于在伊朗传播现代化思想。与爱尔维修的观点类似，他认为，政治斗争首先应以广泛的社会动员为基础；而爱尔维修则认为，由于长年被专制统治支配，民众能够理解改革主张的能力尚无法形成，因而改革者不宜与民众进行言语、思想上的争论或乃至争执，与之相反，他们应通过行动，着手维护并提升民众的利益，来使自己的改革主张得到民意基础。他穷其一生冀望能实现伊朗社会与政治的现代化建构，并在晚年愈发强调号召人民运动的重要性
。马尔库姆汗推动了伊朗国家政治的现代化进程，然而围绕他留给20世纪的政治遗产，却有着极大争议。

### 遗忘之屋会
1859年，马尔库姆汗参照共济会的组织形式，创立了地下社团遗忘之屋会，其吸收了来自从年轻城市中产阶级到贵族的不同阶层的成员，专门传播马尔库姆汗个人对欧洲，尤其是法国大革命时期政治思想的见解，包括自由主义、人文主义等 。受法国大革命时期推动革命的名人多是共济会会员的说法影响，早期的伊朗知识分子常将共济会视作一个现代的自由主义革命组织。而法国大革命对于伊朗的借鉴意义，也使他们将建立遗忘之屋会或加入共济会组织这些行为，作为推动国家转型甚至革命的方式。马尔库姆汗的积极筹备组织，却仍使该社团在不久之后遭到了取缔。1861年，听闻该社正在筹划推翻君主制的纳赛尔丁沙阿收回了对社团存在的默许，首相阿卡汗·努里取缔社团并将马尔库姆汗放逐至伊拉克。